# Комани (село)
Комани — деревня на севере Албании, на левом берегу реки Дрин. Административно относится к муниципалитету Вау-и-Дейес в области Шкодер.
Близ деревни у горы Maja Dalmacës (567 м) расположен могильник Калая-Далмачес (Kalaja e Dalmacës), поэтому деревня дала название археологической культуре Коман раннего Средневековья на западе Балкан. Поселение основано в II—III веке и заброшено в XV веке.
Выше деревни построена плотина ГЭС Комани, которая образует популярное у туристов судоходное водохранилище Комани. По водохранилищу ходит автомобильный паром, игравший важную роль до строительства автомагистрали A1.
Село связано с городом Вау-и-Дейес автомобильной дорогой.